# Альтен, Карл фон

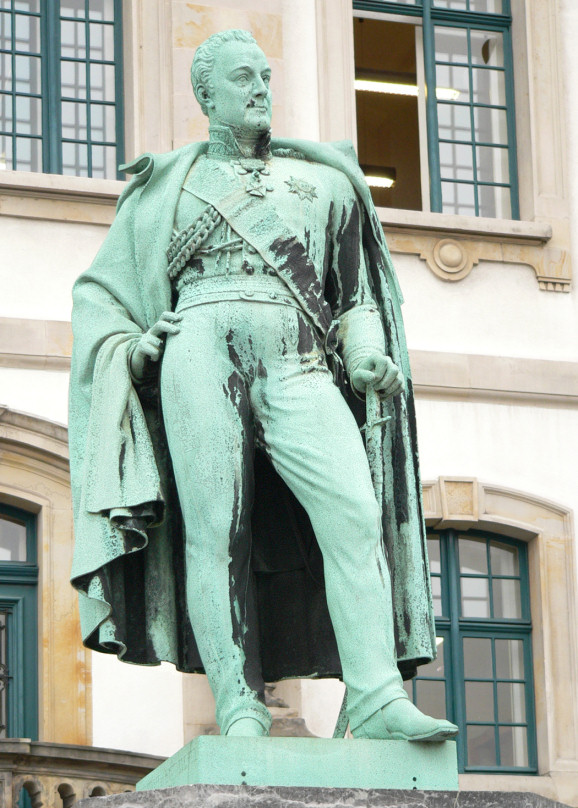
Памятник Карлу фон Альтену на площади Ватерлоо в Ганновере

Карл Август фон Альтен (нем. Carl August von Alten; 20 октября 1764, Бургведель — 20 апреля 1840, Больцано) — ганноверский и британский генерал, участник сражения при Ватерлоо, германский государственный деятель.

## Биография
Родился 24 октября 1764 года в Бургведеле под Ганновером. Образование получил в Ганноверской пажеской школе. В 17 лет поступил в ганноверскую пешую гвардию прапорщиком, в 1785 году произведён в лейтенанты. В 1793 и 1794 годах принимал участие в походе в Нидерланды.
После роспуска ганноверской армии, вследствие сдачи её под Сулингеном Наполеону, Альтен отправился в Англию и там был назначен командиром лёгкой англо-немецкой бригады, с действиями которой тесно связана его военная слава. Он участвовал в экспедиции в Северную Германию, Рюген и Копенгаген и в должности бригадного генерала сопровождал Веллингтона в Португалию.
В 1809 году, после неудачного предприятия против Флиссингена, он был отозван в Англию. В 1811 году Альтен вернулся в Португалию, вместе с Бересфордом, а затем вновь с Веллингтоном, во главе Лёгкой дивизии принимал участие почти во всех боях на Пиренейском полуострове: под Бадахосом, Ла-Альбуэра, Саламанкой, Виторией, в Пиренеях, при Нивелле, Ниве, Ортезе и Тулузе.
В 1814 году произведен в генерал-лейтенанты и назначен командующим ганноверскими войсками в Нидерландах. В кампанию 1815 года он в качестве командира 3-й дивизии сражался в Бельгии при Катр-Бра и Ватерлоо, где был тяжело ранен.
Возведенный после Ватерлоо в графское достоинство Британской империи (7 августа 1815 года), Альтен в 1815—1818 годах командовал ганноверскими оккупационными войсками во Франции. Вернувшись на родину в Ганновер, произведен в генералы от инфантерии и занял пост военного министра. В 1833—1837 годах также был министром иностранных дел.
Среди прочих наград Альтен имел российский орден Святого Александра Невского, пожалованный ему 4 апреля 1822 года.
На площади Ватерлоо в Ганновере ему воздвигнут памятник.